# Дмінін
Дмінін (пол. Dminin) — село в Польщі, у гміні Луків Луківського повіту Люблінського воєводства.
Населення — 269 осіб (2011).
У 1975—1998 роках село належало до Седлецького воєводства.

## Демографія
Демографічна структура станом на 31 березня 2011 року:
|          | Загалом | Допрацездатний вік | Працездатний вік | Постпрацездатний вік |
| -------- | ------- | ------------------ | ---------------- | -------------------- |
| Чоловіки | 132     | 28                 | 84               | 20                   |
| Жінки    | 137     | 31                 | 68               | 38                   |
| Разом    | 269     | 59                 | 152              | 58                   |